# ゼフィーロ (駆逐艦)
ゼフィーロ (Zeffiro) はイタリア王立海軍の駆逐艦。トゥルビーネ級。イタリア語として読む場合はゼッフィロで、西風ゼピュロスを意味する。

## 艦歴
イタリアのジェノヴァで、アンサルド社により製造された。1925年4月29日起工。1927年5月27日進水。1928年5月15日就役。
1940年6月28日、駆逐艦エスペロ、オストロと共に北アフリカへの輸送任務についていたところイギリス海軍第7巡洋艦戦隊の攻撃を受けエスペロが撃沈された（エスペロ船団の戦い）。7月5日、トブルク港で陸上の基地から発進した空母イーグル搭載機のソードフィッシュによって撃沈された。また、この攻撃で同型艦のエウロも損傷した。ゼフィーロの砲は後にバルディアの防備に使用された。
- 公式サイト